# Estádio Doutor Hermínio Ometto
O Estádio Doutor Hermínio Ometto, também conhecido pelo nome de Herminião, foi inaugurado em 18 de maio de 1988. 
Está localizado na avenida Augusta Viola da Costa, 801 na zona leste da cidade de Araras. O estádio possui capacidade para acomodar 22.100 pessoas, embora segundo o CNEF da CBF considere 16.096 lugares confortavelmente. 
Foi construído e é gerido pela diretoria do União São João e seu nome é uma homenagem ao fundador e ex-presidente do clube, o Doutor Hermínio Ometto.

## História
A partida inaugural do Hermínio Ometto foi entre União São João e Botafogo FC e Celso Luiz teve a honra de marcar o primeiro gol do local.
Em 18 de agosto de 1990, o estádio teve sua primeira visita internacional, quando o União São João recebeu a Universidad Guadalajara do México e empatou por 0 a 0. Ainda pelo estádio, equipe ararense ainda enfrentaria o Fenerbahce (1×4, em 1995) e Sporting Cristal (1×1, em 2003) em sua casa.
Em 12 de julho de 1991, a partida entre União São João e Palmeiras foi a primeira disputada a noite no estádio, com a inauguração da iluminação.
Seu recorde de público foi alcançado em 28 de maio de 1995, no empate em 1×1 contra o Santos, visto por 21.497 pessoas.
Sediou a abertura dos Jogos Regionais de 1996 e abrigou as partidas de futebol e as provas de atletismo.
Em 1996, o União São João encerrou a Série B do Campeonato Brasileiro diante da sua torcida após o empate com o Náutico, no dia 8 de dezembro, que selou a conquista do título. No mesmo dia, a equipe ainda ganhou o Campeonato Paulista Sub-20 no mesmo local.
Também foi no Herminio Ometto também que Rogério Ceni entrou para história marcando seu primeiro gol de falta da carreira, no dia 15 de fevereiro de 1997 no Campeonato Paulista, no goleiro Adinam. 

## Jogos

### Inauguração do estádio[6]
| 18 de maio de 1988 | União São João | 1 – 1 | Botafogo-SP |                                                                     |
|                    | Celso Luis 34' |       | Galo 54'    | Público: 1,973 Renda: Cz$ 576.900,00 Árbitro: Nilo Alexandre Mendes |

### Inauguração dos refletores[6]
| 12 de julho de 1991 | União São João | 1 – 0 | Palmeiras |                                 |
|                     | Glauco 10'     |       |           | Árbitro: Joaquim Carlos Caetano |